# Lajjun
Lajjun (àrab: اللجّون, al-Lajjūn) era un poble àrab de Palestina, situat 16 kilòmetres al nord-oest de Jenin. Aquest poble, junt amb el d'Umm al-Fahm, al costat, i set llogarets més, tenia 77.2 km² de superfície, dels quals quasi tots eren terrenys de cultiu. La vila tenia dues mesquites. Estava situat a la plana d'Esdreló prop de l'antiga Meguidó. Fou seu de la Legió VI Ferrata (el nom Lajjun provindria del nom llatí Legio).

## Història

### Història antiga
Lajjun està associada a la veïna Meguidó. Durant el govern dels cananeus i després dels israelites, Meguidó estava situada en la ruta entre Àsia i Egipte i fou fortificada fortament pels dos pobles. Després de la Revolta de Bar Kokhebà contra els romans, que fou reprimida el 130 aC, l'emperador Hadrià va estacionar a la Legió VI Ferrata al nord del país dels jueus per controlar la regió de Wadi Ara, línia vital de comunicació entre la costa de Palestina i la Vall de Jizreel. El campament fou conegut com a Legio. Al segle iii l'exèrcit fou traslladat i el campament va esdevenir una ciutat que va portar el nom de Maximianòpolis. Tell al-Mutasallim, un lloc de l'edat del bronze i del ferro, associat també a Tel Meguidó, es troba a 1 km al nord.

### Període àrab
La batalla d'Adjnadayn entre les forces musulmanes dels generals Khàlid ibn al-Walid i Amr ibn al-As, i els romans d'Orient (634) es va produir segons els historiadors musulmans a Lajjun. Després de la batalla la major part de Palestina i el sud de Síria va passar al califat. Segons els geògraf persa Estakhri, Lajjun era la ciutat més al nord del jund de Filastin, extrem que ratifica el geògraf àrab Ibn Hàwqal (977). Al segle x el geògraf persa Ibn al-Fakih va escriure sobre una llegenda local referida a l'existència d'una font abundant d'aigua que hauria fet brullar el mateix Abraham. Aquesta font encara existia a la seva època.
El 938 el comandant suprem abbàssida, Ibn Ràïq, fou enderrocat pel seu lloctinent el turc Bàjkam que va entrar a Bagdad i va assolir el poder, enviant al seu antic cap com a governador al Diyar Mudar a la zona de l'Eufrates superior. Ibn Raik va voler recuperar el favor del califa recuperant Egipte de mans dels ikhxídides. El 939 va envair Palestina i a finals d'any va derrotar a Muhàmmad a al-Arish, però els ikhxídides es van recuperar i el 940 van empenyer a Ibn Raik cap al nord fins a Lajjun on els dos exèrcits es van enfrontar en una batalla indecisa el 24 de juny de 940, en la que va morir Abu-Nasr Husayn ibn Tughj, un dels germans de l'emir Muhàmmad ibn Tughj al-Ikhxid. Ibn Raik va trobar el cos i va reaccionar honorablement enviant al seu fill de 17 anys Abu l-Fath Muzahim, a l'emir ikhxídida, perquè fes amb ell el que considerés convenient. Però Muhàmmad ibn Tughj no va prendre venjança, va donar robes esplèndides al jove, i el va casar amb la seva filla Fàtima. Aquest doble gest va portar la pau a les dues parts que van acordar que els ikhxídides governarien el sud de Palestina i Ibn Raik el nord amb un tribut de 140.000 dinars anuals que pagaria el govern egipci. Una segona batalla es va lliurar no lluny de Lajjun el 945 que va aturar l'expansió hamdànida cap al sud. Al-Muqaddassí el 985 la descriu com una ciutat de la frontera de Palestina i que el territori era un subdistricte (nàhiya) del jund d'al-Urdunn, dins de la província de Síria; la nàhiya estava formada per Natzaret i Jenin.

## Croats, aiúbides i mamelucs
El 1099 els croats van restaurar el nom de la ciutat a Legio i va formar part de la senyoria de Cesarea. L'establiment va créixer considerablement i Joan d'Ibelin diu que calien els serveis de 100 sergents. Bernat, arquebisbe de Natzaret va concedir una part dels delmes de Legio a l'hospital del monestir de Santa Maria (1115) i el 1122 va estendre la concessió a tot Legio incloent l'església i el poble proper de Ti'inik. El 1147 estava sota control de la família Lyon però el 1168 la ciutat va passar a Payen, senyor de Haifa. El 1182 els aiúbides van assolar la comarca i el 1187 la ciutat mateix fou ocupada pel nebot de Saladí, Husam al-Din Amr. El nom àrab Lajjun fou recuperat.
El 1226 el geògraf àrab Yakut al-Hamawi va escriure sobre Lajjun que situava com a part de la «província» de Jordània (al-Urdunn). Diverses personalitat van passar per la ciutat inclòs el sulta aiúbida al-Kàmil ibn al-Àdil, que en aquest lloc va donar la seva filla Ashura en matrimoni al seu nebot (1231). El 1241 els aiúbides van cedir Lajjun als croats però el mameluc Bàybars I la va recuperar el 1263. Un any després, una partida de cavallers templaris i hospitalaris va atacar Lajjun i va fer 300 captius mascles i femelles, que foren portats a Acre. En el tractat entre el sultà Qalàwun i els croats (4 de juny de 1283) Lajjun fou formalment llistada com a domini dels mamelucs.
El 1300 la província de Síria estava totalment controlada pels mamelucs i dividida en 9 regnes (districtes). Lajjun era el centre d'una nàhiya al districte de Safad, formada pels pobles d'al-Ashir, Kawkab al-Hawa i Jenin. El segle xv fou fortificada i fou una estació de correus principal entre Egipte i Damasc.

### Otomans

#### Govern de la família Tarabay
Els otomans van conquerir Palestina als mamelucs després de la batalla de Mardj Dabik el 24 d'agost de 1516. L'exèrcit turc va seguir cap a Egipte i el clan Tarabay dels Bani Hareth, una tribu beduïna procedent de l'Hedjaz, els van servir de guies i escortes. Els mamelucs foren eliminats i quan Selim I tornà a Istanbul, va donar en feu el sandjak de Lajjun als Tarabay, dins la província de Damasc, i que estava format per la vall de Jizreel, el nord de Samària i una part de la costa nord-central de Palestina, incloent quatre nàhiyes: Jenin, Sahel Atlit, Sa'ra i Shafa, amb un total de 55 pobles entre els quals Haifa, Jenin i Baysan. El 1538 Lajjun tenia 23 famílies (uns 150 habitants)
Es va passar per un curt període en què els Tarabays estaven virtualment revoltats però les tensions es van esvair i el 1559 Ali ibn Tarabay fou nomenar sandjakbeg de Lajjun que llavors tenia 41 famílies (300 habitants). El seu fill Assaf Tarabay va governar el sandjak del 1571 al 1583, i durant aquest temps va estendre el seu poder i influència al sandjak de Nablús. El 1579 Assaf va construir una mesquita a al-Tira, al costat de Haifa. Fou deposat i desterrat a Rodes el 1583. Sis anys després, el 1589, fou perdonat i va poder tornar a Lajjun. Llavors un impostor que es va fer passar per Assaf (després fou anomenat Assaf al-Kadhab, que vol dir Assaf el Mentider) va intentar agafar el control del sandjak i es va presentar a Damasc per rebre el nomenament però fou detingut i executat a la mateixa ciutat. El 1596, Lajjun fou inclosa a la nàhiya de Sha'ra i va pagar taxes sobre algunes collites incloent blat i civada, així com sobre cabres, búfals d'aigua i ruscs.
Assaf Tarabay no va recuperar el càrrec però Lajjun va romandre en mans dels Tarabay sota un oncle anomenat Tarabay ibn Ali que va governar fins a la seva mort el 1601, quan el va succeir el seu fill Ahmad. Aquest va governar també fins a la seva mort el 1657; fou conegut pel seu coratge i per la seva hospitalitat; va ajudar els otomans a derrotar el rebel Janbulat o Jumblatt Ali, donant suport a Yusuf al-Sayfa, governador de Trípoli del Líban lleial als otomans, que fou inicialment derrotat a Hamat perdent el territori de Trípoli on Jumblatt va establir un emirat independent (entre Adana i Hamat) que va deixar de pagar impostos a la Porta, però finalment fou derrotat a Orudj el 1607. En la lluita va tenir la cooperació del governador otomà de Gaza (de la familia Ridwan) i el de Jerusalem (de la família Farrukh). També va lluitar contra Fakhr-ad-Din II de Mont Liban, rebel al seu torn i aliat de Jumblatt, combatent en una sèrie de batalles, fins a la batalla d'al-Ajuja, a Palestina el 1623; els otomans van eixamplar llavors el territori d'Ahmad com agraïment. El fill d'Ahmad, Zayn Tarabay, va governar després per un temps breu, però va morir el 1660 i el va succeir el seu oncle (germà d'Ahmad), Muhammad Tarabay, que segons el seu secretari francès tenia bones intencions però era addicte a l'opi i fou un líder dèbil. Va morir el 1671. La creació de la província de Sidó havia significat un cop econòmic per Lajjun. Encara va governar un altre membre de la família Tarabay fins al 1677 quan els otomans van enviar un oficial turc; la causa d'aquest canvi fou que, amb l'auge de Sidó. la tribu dels Bani Hareth, sobre la qual estava basat el poder dels Tarabay, havia emigrat a la part oriental del riu Jordà i, per tant, la família havia perdut el seu suport principal. Encara durant el segle xvii el xeic Ziben, del clan Abd al-Hadi, va governar el sandjak de Lajjun. Henry Maundrell va visitar la ciutat el 1697, i diu que hi havia un bon khan o caravanserrall.

### Període de decadència
Al segle xviii Jenin va substituir a Lajjun com a centre administratiu del sandjak, al qual es va fusionar el sandjak d'Adjlun. A la segona meitat del segle xviii Zahir al-Umar, que havia esdevingut senyor de Galilea, hauria utilitzat canons contra Lajjun en la campanya de 1771-1773 contra Nablús. Possiblement aquest atac va causar seriosos danys a la població que va entrar en decadència al mateix temps que políticament pujava Acre (sota els Al Zaydani) i econòmicament Nablús. El sandjak va conservar el nom i la ciutat el seu mutasarrif i no fou fins al segle xix que el sandjak de Lajjun fou rebatejat com a sandjak de Jenin, quan Adjlun en fou separat. El 1838 fou visitada per Edward Robinson que torna a esmentar el caravanserrall que servia de parada a les caravanes entre Egipte i Damasc. A la meitat del segle el cònsol britànic James Finn va visitar la zona però no va veure Lajjun que estaria quasi despoblada. A "Survey of Western Palestine" als anys vuitanta del segle xix, s'esmenta altre cop el caravanserrall, i es diu que es trobava al sud de les ruïnes de Lajjun. A finals del segle hi van emigrar àrabs d'Umm al-Fahm per aprofitar la terra de cultiu i gradualment es van establir al poble abandonat construint noves vases a l'entorn de les fonts i prop del caravanserrall; el 1903 arqueòlegs alemanys van excavar un munt de runes proper anomenat Tell al-Mutasallim, que era Meguidó, i després de la tasca algunes pedres dels edificis posats al descobert foren reutilitzades per construccions a Lajjun.

### Mandat britànic
Més gent va emigrar a Lajjun durant el període britànic especialment al final de la revolta palestina de 1936-1939 quan els britànics perseguien a la població sospitosa de participar en els esdeveniments. La tomba de Yusuf al-Hamdan, un líder local de la revolta, està situada a aquest poble. L'economia de Lajjun va créixer per l'augment de població; en augmentar la mesura es va dividir en tres barris, el de l'est (al-Ghubariyya), el de l'oest (al-Muhamid) i el de Khirbat al-Khan, cadascun habitat per un o més clans (hamula): els al-Mahajina, al-Tahta i al-Ghubariyya a l'est; els al-Jabbarin i al-Mahamid a l'oest; i el-Mahajina al-Fawqa a Khirbay al-Khan. Una escola fou fundada el 1937 i tenia 83 alumnes el 1944. El 1943 un terratinent local va finançar la construcció d'una mesquita construïda en pedra blanca al quarter de l'est, i quasi al mateix temps una altra es va construir al barri de l'oest, pagada per la població. Hi havia un mercat i moltes botigues; un autobús enllaçava Lajjun, Umm al-Fahm, Haifa, i altres pobles com Zir'in (el 1937 la línia tenia 7 vehicles) i més tard es va estendre a Jenin; fou coneguda com la "al-Lajjun Bus Company". El 1940 tenia 1.103 habitants.

### Guerra
Lajjun fou assignada als àrabs en la partició de 1947. El poble fou defensat per l'Exèrcit Arab d'Alliberament (EAA/ALA) sent assaltada per la Haganà el 13 d'abril de 1947 durant la batalla a l'entorn del quibuts Mixmar ha-Émeq. El comandant palestí Fawzi al-Qawuqji va manifestar que els jueus havien intentat una operació contra la ciutat i que l'atac havia fracassat i en la lluita haurien mort 12 àrabs i 15 més foren ferits. La nit del 15 al 16 d'abril unitats Palmah de la Haganà van assaltar el poble i el van destruir i el 17 d'abril fou ocupat per l'Haganà. Dones i nenes foren expulsats i 27 edificis foren dinamitats, i després el van abandonar. Al-Qawuqji va informar que els combats s'havien reprès el 6 de maig quan les posicions dels palestins a la ciutat foren atacades. El batalló Yarmuk de l'EAA i altres unitats palestines van rebutjar als atacants però dos dies després Lajjun fou aïllada de Tulkarm en preparació per l'ocupació de la zona i de Jenin.
Durant la primera guerra àrab-israeliana, el 30 de maig de 1948, Lajjun fou ocupada per la Brigada Golani de l'estat d'Israel en l'anomenada operació Guideon. En la segona treva el setembre de 1948 un oficial de l'ONU va establir la línia d'alto el foc permanent a la zona de Lajjun quedant aquesta a la part israeliana; fou utilitzada com a lloc de trànsit per mil quatre-cents àrabs de la vila d'Ijzim que foren expulsats i van haver de marxar a peu cap a Jenin. La ciutat estava quasi destruïda quedant en peu només la mesquita de pedra blanca (que els jueus van convertir en una fusteria), un molí, el centre de salut, i algunes cases només destruïdes en part. El cementiri no fou tocat però al no ser cuidat aviat va estar en males condicions. També es conserva la tomba de Yusuf al-Hamdan, líder nacionalista caigut a la revolta de 1936.
El quibuts Meguidó, associat amb ha-Xomer ha-Tsaïr, un membre del Moviment Pau Ara, fou construït en terres de Lajjun el 1953. Algunes cases i la mesquita de Lajjun formen part del quibuts. La denúncia de l'ús de la mesquita com a fusteria va obligar a tancar-la, però es va prohibir l'accés a l'edifici que no pot ser arranjat. Una part de la terra fou confiscada el 15 de novembre de 1953 per «establiment essencial i necessitats de desenvolupament».